# Andre Barrett
Andre Rashawd Barrett (Bronx, 21 febbraio 1982) è un ex cestista statunitense.

## Carriera
Con gli Stati Uniti ha disputato i Giochi panamericani di Santo Dominigo 2003.

## Palmarès

### Squadra
- Campionato spagnolo: 1

Barcellona: 2008-09

### Individuale
- McDonald's All-American Game (2000)
- All-NBDL First Team (2006)
- All-NBDL Second Team (2008)
- Miglior passatore NBDL (2013)